# Guillaume Budé

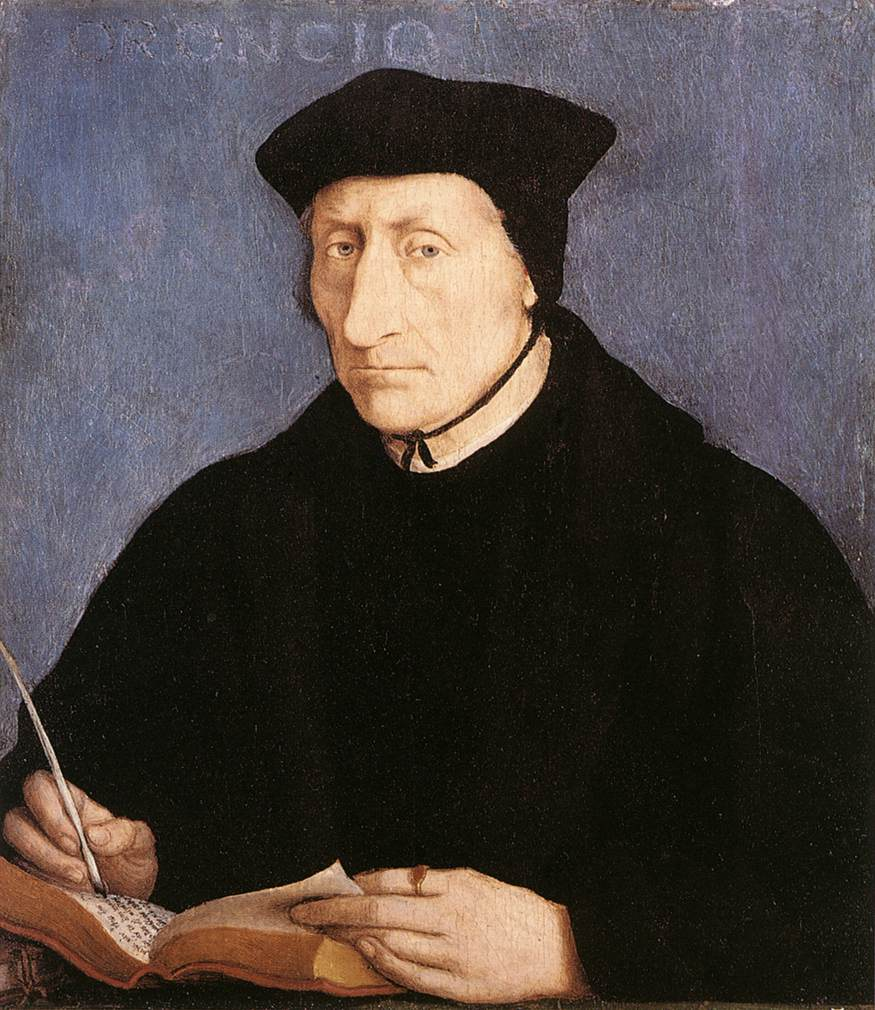
Guillaume Budé geportretteerd door Jean Clouet.

Guillaume Budé (Parijs, 26 januari 1467 - aldaar, 20 augustus 1540) was een invloedrijk Frans classicus. Hij was de pleitbezorger voor de studie van het Grieks in Frankrijk.
Budé studeerde aanvankelijk zonder veel succes in Parijs en Orléans. Op 24-jarige leefde leeftijd groeide zijn interesse in onder andere het Grieks, de filosofie, theologie en medicijnen en hernam hij zijn studies. Hij was een leerling van Janus Lascaris.
Hij oefende verschillende bestuurlijke en gerechtelijke ambten uit (prévôt des marchands, maître des requêtes) en voerde ook diplomatieke opdrachten uit.

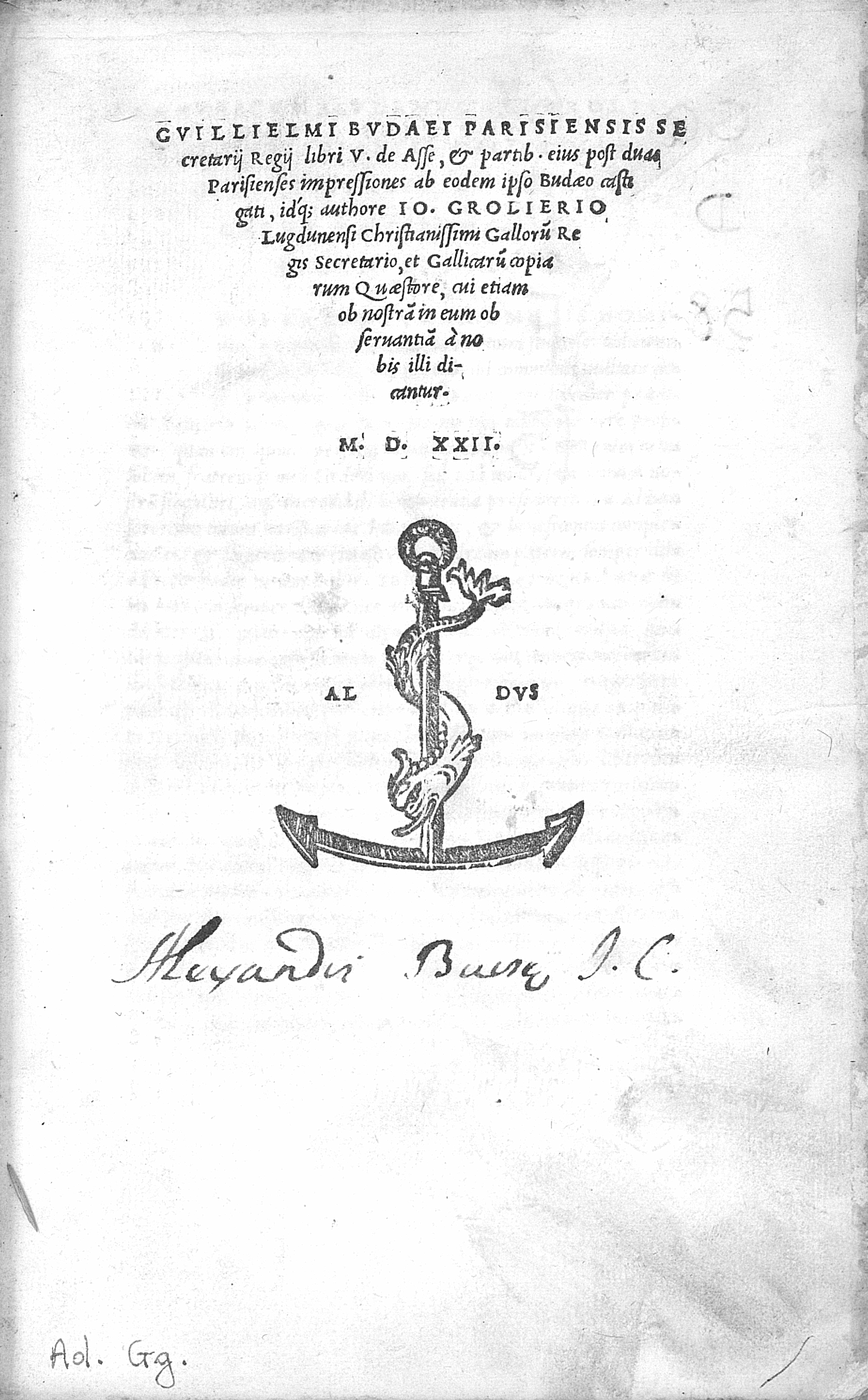
Libri V de Asse et partibus ejus, 1522

Hij werd de secretaris van Lodewijk XII, en later de reisgezel van Frans I. Hij zette voor de koning de bibliotheek op in Fontainebleau, waarvoor hij met zijn vriend Janus Lascaris onder andere vele Griekse handschriften verwierf. Budé stelde de koning voor om een nieuw onderwijsinstituut in te stellen ter bevordering van de studie van het Grieks, Hebreeuws en het Latijn. Daarop richtte de koning in 1530 het Collège royal op, dat voortbouwde op wat het Cenakel van Meaux in gang had gezet en zich spiegelde aan het Leuvense Collegium Trilingue. De faculteit theologie van de Sorbonne bekeek deze nieuwe stichting met grote argwaan, maar de koninklijke bescherming betekende dat ze er niets tegen kon ondernemen. 
Een poging om Erasmus tot hoofd van dit instituut te benoemen mislukte. De naam van de instelling werd in 1870 gewijzigd in Collège de France. 
Budé correspondeerde met vooraanstaande humanisten van zijn tijd: Erasmus, Pietro Bembo, François Rabelais en Étienne Dolet.

## Werken (selectie)
- Annotations au Pandectes (1508), over wetgeving
- De asse (1514), over numismatiek
- Commentarii linguae graecae (1529), over het Grieks